# الظرائمة (إب)

تعديل مصدري - تعديل

الظرائمة هي إحدى قرى عزلة شعب يافع بمديرية إب التابعة لمحافظة إب، بلغ تعداد سكانها 146 نسمة حسب تعداد اليمن لعام 2004.